# Петар Муслім
Петар Муслім  (хорв. Petar Muslim, 26 березня 1988) — хорватський ватерполіст, олімпійський чемпіон.

## Виступи на Олімпіадах
| Олімпіада   | Дисципліна | Місце |
| ----------- | ---------- | ----- |
| Лондон 2012 | водне поло | 1     |